# Hochwiesen-Pfullinger Berg
Hochwiesen-Pfullinger Berg ist ein Naturschutzgebiet auf dem Gebiet der baden-württembergischen Stadt Pfullingen im Landkreis Reutlingen.

## Kenndaten
Das Gebiet wurde mit Verordnung des Regierungspräsidiums Tübingen vom 16. März 1992 als Naturschutzgebiet ausgewiesen und hat eine Größe von 68,8 Hektar. Es wird unter der Schutzgebietsnummer 4.200 geführt. Der CDDA-Code für das Naturschutzgebiet lautet 163718 und entspricht der WDPA-ID. Ein Teil der Fläche wurde bereits im Jahr 1979 als Naturdenkmal Bergwiese unter Schutz gestellt. 

## Lage
Das Naturschutzgebiet ist eine von Wald umgebene Hochebene auf dem Pfullinger Berg, es liegt etwa fünf Kilometer südwestlich der Stadt, aber an die 300 m höher als diese. Das NSG Hochwiesen-Pfullinger Berg liegt im Naturraum 094-Mittlere Kuppenalb innerhalb der naturräumlichen Haupteinheit 09-Schwäbische Alb und ist sowohl Teil des 3.568 Hektar großen FFH-Gebiets Nr. 7620-343 Albtrauf zwischen Mössingen und Gönningen als auch des 39.597 Hektar großen Vogelschutzgebiets Nr. 7422-441 Mittlere Schwäbische Alb. Das Naturschutzgebiet liegt vollständig im Biosphärengebiet Schwäbische Alb.

## Schutzzweck
Schutzzweck ist laut Schutzgebietsverordnung die Erhaltung eines weiträumigen Bergwiesenbereichs mit angrenzendem Wald als Lebensraum für zahlreiche seltene und vom Aussterben bedrohte Pflanzen- und Tierarten sowie die Erhaltung einer kulturhistorisch und landschaftlich wertvollen Albflächen‑Landschaft, wie sie in dieser Intaktheit als Komplex aus Magerwiesen, Baumgruppen und Waldmänteln fast nirgendwo mehr anzutreffen ist.

## Flora
Die mageren Hochwiesen des Pfullinger Berges sind Heimat zahlreicher Orchideenarten wie die Rosa Kugelorchis, das Brand-Knabenkraut und die Fliegen-Ragwurz. In den Saumgesellschaften und Gebüschen des Gebietes findet man Pflanzenarten wie den Kamm-Wachtelweizen, die Kratzrose und den Holzapfel.